# 斯洛伐克駐臺代表列表
本列表為斯洛伐克共和國駐臺灣歷任代表名錄。雙方無正式外交關係。

## 前身
捷克斯洛伐克與中華民國於1931年—1944年有公使級外交關係；1944年—1949年有大使級外交關係。

## 代表機構
2003年8月1日，中華民國於布拉迪斯拉发設立具大使館功能的駐斯洛伐克臺北代表處；9月1日，斯洛伐克則於臺北設立類似功能的斯洛伐克經濟文化辦事處，並授權核發簽證。11月6日，辦事處正式運作。

## 歷任代表（2003年至今）
| 姓名   | 姓名（斯洛伐克文） | 到任          | 離任            | 外交職務                          |
| ------ | ------------------ | ------------- | --------------- | --------------------------------- |
|        | Branislav Lysak    | 2003年        |                 | 代理處長（Acting Director）       |
| 布拉寇 |                    | 2004年        | 2008年          | 代表（Representative），下同      |
| 達皓   |                    | 2008年        | 2013年          | 代表                              |
| 柯華齊 |                    | 2013年8月14日 | 2017年6月仍在任 | 代表                              |
| 博塔文 | Martin Podstavek   | 2017年9月1日  | 2022年7月       | 代表                              |
| 霍布諾 |                    | 2022年7月31日 | 2025年7月       | 代表 離任後由副代表拉瑪仕（Tomáš Rakonczay）代理 |
| 待定   |                    |               |                 | 代表                              |

## 外部連結
- 斯洛伐克經濟文化辦事處（Facebook、X (Twitter)、Instagram）